# Appelbladska smedjan
Appelbladska smedjan är ett svenskt arbetslivsmuseum i Smedbyn i Huskvarna.
Appelbladska smedjan har sitt namn efter låssmedsmästaren Anders Johan Appelblad och byggdes 1827. Byggnaden, som är i två våningar, är knuttimrad och klädd med rödmålad locklistpanel och har enkupigt tegeltak. Ingången till ovanvåningen med gesällens kammare går via en utanpåliggande trappa med svale. De dåvarande ägarna donerade smedjan 1924 till Huskvarna hembygdsförening och Husqvarna Vapenfabrik under direktören Gustav Tham upplät tomten. 
Smedjan invigdes som museum 1936 efter det att den utrustats med spis, ässja och bälg och verktyg från den Lindblomska smedjan i grannhuset, som Gustav Lindblom hade skänkt. Hembygdsföreningen anskaffade också tidsenliga möbler och inventarier för inredning av den ovanpåliggande gesällvåningen till ett skick som rådde i denna miljö 1864, då Anders Johan Appelblads 19-åriga gesäll Anders Johansson bodde där.